# Gergely István (kertészmérnök)
Gergely István (Lice, 1877. január 3. – Budapest, 1960. március 22.) kertész.

## Életrajza
A Gömör-Kishont vármegyei Licén született, apja ismeretlen, anyja Gergely Katalin. Születésétől nagybátyja, Gergely János urasági kertész nevelte. Tornalján éltek, ott kezdte meg elemi iskolát. Gömörpanyitban még az alsó fokú iskoláit elvégezhette, de 1883-ban édesanyja elhunyt, nagybátyja pedig elszegényedett, s így nem taníttathatta tovább. Tanítója azonban felfigyelve tehetségére, kijárta számára a tandíjmentességet, s így Sajógömörön és Nagyrőcén folytathatta tanulmányait. 1903-tól a Kertészeti Tanintézet elvégzése után a lugosi állami faiskolába került.
1908-tól Algyógyon földművesiskolai tanár; itt központi szilvafeldolgozó telepet szervezett.
1921–1938-ban a földművelésügyi minisztériumban a gyümölcsészeti ügyek előadója volt. Eredményes munkát fejtett ki a tömegfásítás és a gyümölcstelepítési kölcsön érdekében.
Felesége Gubicska Erzsébet volt, akit 1903. május 3-án Budapesten, a Terézvárosban vett nőül.

## Munkássága
Az Országos Pomológiai Bizottság, a Magyar Faiskolai Szövetség egyik alapítója és egyik megalapítója a Krassó-Szörény vármegyei törzsgyümölcsösnek.  Entomológiával is foglalkozott. Az amerikai szövőlepkét ő írta le Magyarországon először. Lepkegyűjteménye az Magyar Nemzeti Múzeumba került.

## Főbb munkái
- Gyümölcsfajtaismeret (Budapest, 1928)
- A boszniai aszaló építése és a szilvaaszalás (Budapest, 1932)